# Atheta orphana
Atheta orphana är en skalbaggsart som först beskrevs av Wilhelm Ferdinand Erichson 1837.  Atheta orphana ingår i släktet Atheta, och familjen kortvingar. Arten är reproducerande i Sverige.